# Quéntar
Quéntar – gmina w Hiszpanii, w prowincji Grenada, w Andaluzji, o powierzchni 66,49 km². W 2011 roku gmina liczyła 1009 mieszkańców.
Położony trzynaście kilometrów od Granady, w depresji oddzielającej Sierra Nevada od parku przyrody Sierra de Huétor.